# Fabriciola pacifica
Fabriciola pacifica är en ringmaskart som först beskrevs av Annenkova 1934.  Fabriciola pacifica ingår i släktet Fabriciola och familjen Sabellidae. Inga underarter finns listade i Catalogue of Life.